# Реміґіюс Шимашюс
Реміґіюс Шимашюс (лит. Remigijus Šimašius; 12 січня 1974, Таураге, Литва) — литовський юрист, політик, член Сейму (2012—2016), міністр юстиції Литви з 2008 до 2012 (є другим наймолодшим міністром юстиції в історії литовського права), правознавець, економіст. З 2015 мер Вільнюса.

## Життєпис
Реміґіюс Шимашюс закінчив юридичний факультет Вільнюського університету.
Відтак навчався як докторант Університету Миколаса Ромеріса.
17 вересня 2002 захистив дисертацію на тему «Правовий плюралізм», доктор юридичних наук.
З 2002 по 2005 він працював лектором з правових теорій кафедри правової теорії юридичного факультету Університету Миколаса Ромеріса.
З 2005 по 2008 — викладач (лектор) у галузі теорії права кафедри правової теорії і правової історії юридичного факультету в університеті Вільнюса.
З 1995 по грудень 2008 Реміґіюс Шимашюс був експертом права, економістом Литовського інституту вільного ринку (LLRI).
З 9 травня 2006 року — президент Інституту.
З 9 грудня 2008 по грудень 2012 був міністром юстиції в уряді Кубілюса.
Висунутий партією Рух лібералів Литовської Республіки.
У 2015 обраний мером Вільнюса.
Це були перші прямі вибори мерів у Литві.
У першому турі Шимашюс набрав 33,96 % голосів, у колишнього мера А. Зуокаса — 18,05 %, у голови Виборчої акції поляків Литви Вальдемара Томашевського — 16,96 %.
У другому турі Шимашюс переміг, набравши 60,89 % голосів, за Артураса Зуокаса проголосували 37,93 % виборників.
У червні 2016 члени партії «Рух лібералів» обрали Реміґіюса Шимашюса головою партії на позачерговому з'їзді. У другому турі Шимашюс переміг Ґентвіласа, набравши 53,69 % голосів.
На парламентських виборах у Литві (2016) партія «Рух лібералів» під керівництвом Шимашюса зайняла четверте місце, отримавши 9,45 % (14 мандатів).
В 2018 залишив «Спілку лібералів Литви».
У 2019 створив громадський комітет «За Вільнюс, яким ми пишаємося» і 17 березня 2019, у другому турі переобраний мером Вільнюса, набравши у другому турі 59 % голосів.

## Діяльність на посту мера
Під час перебування Шимашюса на посту мера Вільнюса у місті прибрали скульптури із Зеленого мосту, почалася забудова спорудами колишнього найбільшого стадіону міста «Жальгіріс», був знесений кінотеатр «Летува», знесений найбільший у місті Лаздинайський плавальний басейн.

## Цікаві факти
У березні 2019 року став першим в історії Литви мером, який відвідав гей-клуб.

## Праці
- Nevyriausybinės organizacijos: reguliavimas Lietuvoje ir Vakarų patirtis, 1999.